# Google App Engine
O Google App Engine é uma plataforma de computação em nuvem para desenvolver e hospedar aplicações web na infraestrutura do Google. Foi inicialmente lançado como versão preliminar (beta) em abril de 2008.
O Google App Engine é uma tecnologia no modelo Plataforma como Serviço (PaaS). Ele virtualiza aplicações em múltiplos servidores, provendo hardware, conectividade, sistema operacional e serviços de software. O Google App Engine pode ser usado gratuitamente até um determinado nível de consumo de recursos. A partir daí, tarifas adicionais são cobradas pelo consumo de recursos (armazenamento, banda de rede, ciclos de CPU, etc.) da aplicação.

## Google Cloud SQL
Em outubro de 2011, o Google previu um zero de manutenção de banco de dados SQL, JDBC e que suporta DB-API. Este serviço permite criar, configurar e usar bancos de dados relacionais com os aplicativos App Engine. O motor de banco de dados é MySql versão 5.1.59; e o tamanho do banco de dados não pode ser maior do que 10GB.